# Матвеев, Алексей Александрович
Алексе́й Алекса́ндрович Матве́ев (род. 30 октября 1970, Москва) — советский пловец. Чемпион СССР. Участник Олимпиады 1988 года. Мастер спорта СССР международного класса.

## Биография
Выступал под флагом общества «Динамо» (Москва).
Соревновался в 1987—1992 годах. Член сборной СССР и СНГ в 1989—1992 годах. Специализировался в плавании брассом.
Чемпион СССР 1990 на дистанции 100 м брассом. В 1991 году был серебряным призёром чемпионата СССР на 200 м и бронзовым на 100 м брассом.
В 1988 году на Олимпийских играх в Сеуле выступал на дистанции 100 м брассом.
Победитель Игр Доброй воли 1990 года  на дистанции 100 м брассом.
Окончил Московский энергетический институт.